# آسیاب حاجی‌آباد
آسیاب حاجی‌آباد مربوط به دوره قاجار است و در شهرستان گناباد، بخش مرکزی، دهستان پسکلوت، ۲/۵ کیلومتری جنوب غربی روستای حاجی‌آباد واقع شده و این اثر در تاریخ ۲۷ اسفند ۱۳۸۷ با شمارهٔ ثبت ۲۶۲۶۶ به‌عنوان یکی از آثار ملی ایران به ثبت رسیده است.